# سیارک ۹۶۹۸
سیارک ۹۶۹۸ (به انگلیسی: 9698 Idzerda، نامگذاری:2205T-1) نه هزار و ششصد و نود و هشتمین سیارک کشف شده‌است که در ۲۵ مارس ۱۹۷۱ کشف شد.
قدر مطلق سیارک برابر ۱۴٫۲۰ است.